# Lêmingue
O Lémingue (português europeu) ou lêmingue (português brasileiro) é um pequeno roedor, encontrado geralmente no bioma ártico da tundra. Os lemingues são animais que podem viver sob camada fina de neve e, junto com o rato-do-campo e o rato-almiscarado, formam a família dos Arvicolinae (ou Microtinae). Fazem parte de uma "irradiação evolucionária" de mamíferos - a superfamília Muroidea - que inclui ainda os hamsters, os gerbilos e os ratos.

## Nomes comuns
Dá ainda pelos seguintes nomes comuns: lemingue e lemingo.

## Descrição
Os lemingues medem cerca de 7 a 15 cm e pesam cerca de 30 a 120 gramas. Apresentam pelo longo, macio, com cauda curta. São herbívoros, se alimentando de folhas, gramíneas, brotos, ervas Cyperaceae e ainda de raízes e de bulbos. Como os demais roedores, tem seus incisivos crescendo continuamente, o que lhes permite sobreviver em locais de forragem muito dura.
Os lemingues não hibernam durante os rigorosos invernos do ártico, quando se mantêm ativos e encontram alimentação cavando na neve e encontrando aí grama cortada e armazenada previamente. São animais solitários por natureza, encontrando outros da espécie apenas para reprodução e depois levando suas vidas separadas. Apresentam uma altíssima taxa de crescimento populacional, especialmente quando a comida é abundante.

## Hábitos
O comportamento dos lemingues é muito similar ao dos demais roedores que apresentam enormes crescimentos periódicos de população, por isso, se dispersam para todas as direções em busca de alimento e abrigo que o ambiente de origem não oferece. Os lemingues do extremo norte da Noruega são ratos vertebrados que se reproduzem de uma forma tão rápida que causa um caos populacional. Em lugar de seguir um crescimento linear de população com oscilações regulares, sua maior explosão demográfica ocorre, por razões desconhecidas, aproximadamente a cada quatro anos, antes de um período em que quase se extinguem.
Durante muitos anos se acreditou que a população dos predadores dos lemingues variasse junto com o ciclo dos mesmos, havendo hoje novas evidências que mostram de forma mais forte essa correlação.

## Mitos
Há concepções equivocadas sobre os lemingues que vem de muitos séculos. Em 1530, o geógrafo Zeigler De Estrasburgo apresentou a teoria de que essas criaturas caíam dos céus durante o período de tempestades (também consta do folclore dos Inupiat/Iupik do Norton Sound), vindo a morrer de forma súbita quando a grama voltava a crescer na primavera. Esse mito foi refutado pelo especialista em história natural Olaus Wormius, que aceitava que os animais caíssem do céu, mas teriam que ter sido levados pelo vento, nunca com uma geração espontânea. Foi Worm quem pela primeira vez publicou sobre dissecção de lemingues, mostrando que eles eram anatomicamente similares à maioria dos demais roedores. Os trabalhos de Lineu provaram que os animais têm todos origens naturais.

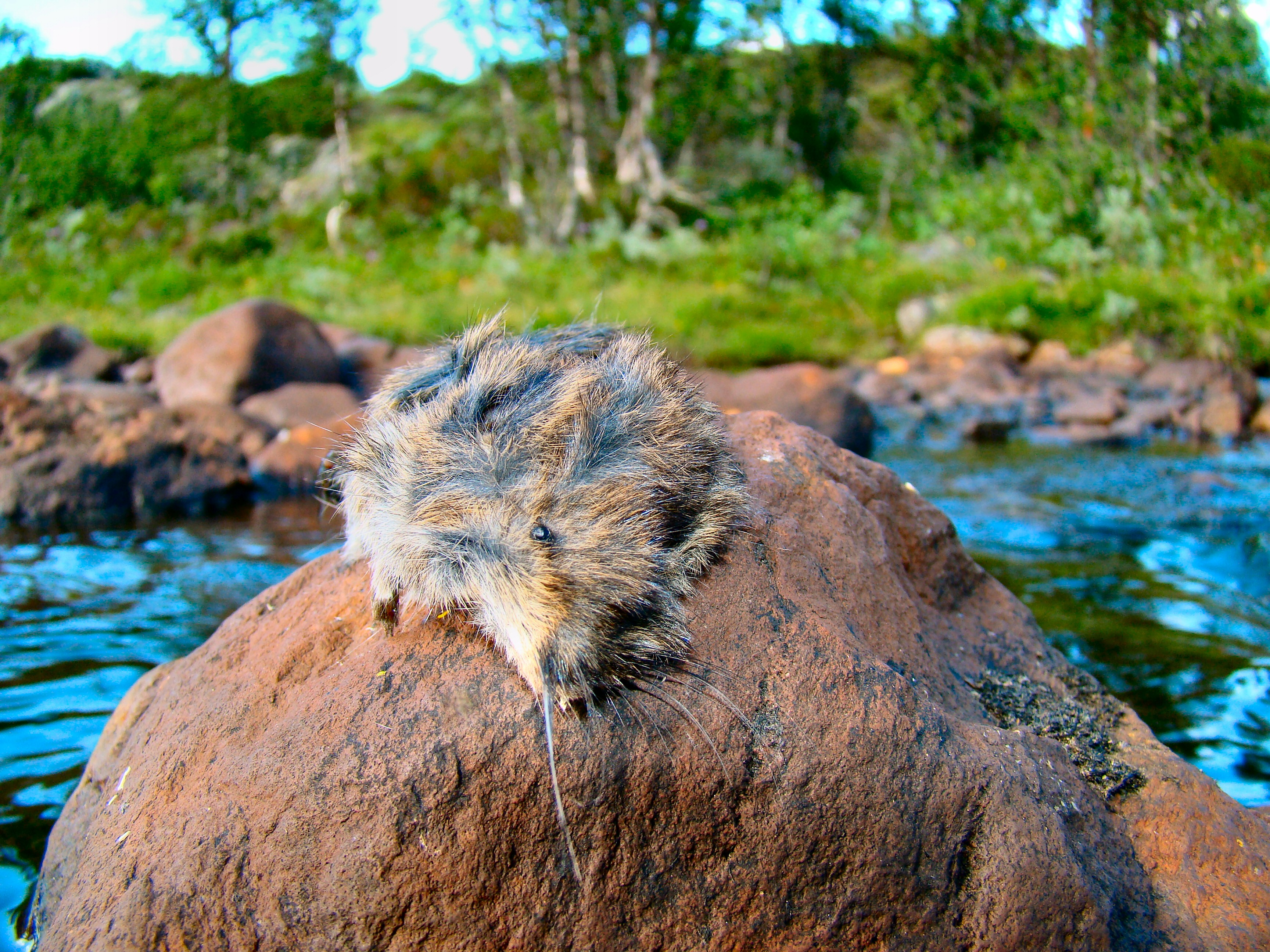
Como muitos lemingues se deslocam, inevitavelmente muitos deles se afogam o ao cruzar rios e lagos, como esse na Noruega

Os lemingues ficaram bastante conhecidos pelo mito de que cometeriam suicídio em massa durante suas migrações. Essa visão mítica se apresenta em diversas versões, não sendo sempre vista realmente uma ação voluntária, mas acidentes que levam à morte em massa.
Movidos por urgências biológicas de sobrevivência, algumas espécies de lemingues migram em grandes grupos, sempre que a densidade populacional se torna insustentável. Os lemingues não nadam e podem, nessa desesperada procura por novo habitat, optar por cruzar um curso de água. Esse fato e as enormes inesperadas flutuações na população dos lemingues noruegueses devem ter contribuído para o desenvolvimento dos mitos.
O mito dos lemingues praticando “suicídio” em massa já vem de muito tempo e foi popularizado por diversos fatores e eventos. Em 1955, o ilustrador Carl Barks da Disney criou o desenho "The Lemming with the Locket (Medalhão)", com “Uncle Scrooge” (Tio Patinhas), no qual havia inspiração de um artigo de 1954 da National Geographic que mostrava uma enorme massa de lemingues se lançando em abismos na Noruega. Maior ainda foi a influência de outra produção da Disney White Wilderness (film), de 1958, ganhador do Oscar de melhor documentário, onde se apresentava uma cena com centenas de lemingues saltando para morte certa num abismo, depois de falsas cenas de migração em massa. Um documentário da Canadian Broadcasting Corporation, de nome Cruel Camera, denunciou que os lemingues usados em White Wilderness foram em realidade lançados na Baía de Hudson, Calgary, Alberta. Eles não se lançaram; foram, na verdade lançados num abismo com o uso de uma plataforma giratória.
Mais recentemente, o mito foi utilizado em um comercial da Apple Inc., apresentado no Super Bowl de 1985. O filmete Lemmings  destinava-se a promover o Macintosh Office - produto concebido como um ambiente de computação empresarial composto por Macs em rede, um servidor de arquivos e uma impressora a laser em rede. Muito parecido com um anúncio veiculado no ano anterior pela Apple, que fora inspirado no livro 1984, de George Orwell (1903-1950), Lemmings pretendia mostrar que as pessoas que decidiam ficar com a IBM (ou qualquer variante de PC) não eram nada mais do que lemingues que seguiam cegamente o bando, em direção a um abismo.
Também o jogo para videogame e PC Lemmings utiliza a mesma ideia: o jogador deve desviar os lemingues da sua rota "suicida" e salvá-los.
Por seu comportamento migratório aparentemente estranho, os lemingues e seu suposto suicídio são lembrados e associados, como uma metáfora, a pessoas que seguem a maioria sem questionar, mesmo que esse comportamento tenha consequências terríveis. Houve também referências aos lemingues em sua corrida para a morte na TV. Foram episódios dos sitcoms Red Dwarf, no programa Robot Chicken, da Adult Swim e, no cinema, no filme francês Lemming, de 2005. São citados também no mangá Hunter X Hunter, de Yoshiro Togashi, pelo personagem "Novu", durante a saga das "Chimeras Ants Gokei" .

## Classificação
- Ordem Roedores
  - Superfamília Muroidea
    - Família  Cricetidae
      - Subfamília Arvicolinae
        - Tribo Lemmini
          - Dicrostonyx – lêmingue de colar
            - Lêémingue de Colar de Nelson (da Ilha de São Lourenço, Alasca)
            - Dicrostonyx kilangmiutak (Lêmingue de colar do Norte)
            - Lêmingue de colar de Ungava (Dicrostonyx hudsonius)
            - Dicrostonyx kilangmiutak (Lêmingue de colar de Vitória – Norte)
            - Dicrostonyx nunatakensis (Lêmingue de colar das Montanhas Olgilvie)
            - Lêmingue de colar Richardson  (Dicrostonyx richardsoni)
            - Lêmingue de colar do Norte Mar de Bering (Dicrostonyx rubricatus)
            - Lêmingue do Ártico (Dicrostonyx torquatus)
            - Lêmingue de colar Unalaska (Dicrostonyx unalascensis)
            - Lêmingue de Wrangel (Dicrostonyx vinogradovi)

          - Verdadeiro Lêmingue
            - Lêmingue de Amur (Lemmus amurensis)
            - Lêmingue da Noruega (Lemmus lemmus)
            - Lêmingue Pardo da Sibéria (Lemmus sibiricus)
            - Lêmingue Pardo da América do Norte (Lemmus trimucronatus)
            - Lêmingue da Ilha de Wrangel (Lemmus portenkoi)

          - Lêmingue Myopus
            - Lêmingue dos Bosques (Myopus schisticolor)

          - Lêmingue Bog Synaptomys
            - Lêmingue Bog Norte (Synaptomys borealis)
            - Lêmingue Sul (Synaptomys cooperi)

        - Tribo: Ellobiusini
          - Ellobius
            - Vole Alai Mole (Ellobius alaicus)
            - Vole Mole Sul (Ellobius fuscocapillus)
            - Vole Mole (Ellobius lutescens)
            - Vole Mole Norte (Ellobius talpinus)
            - Vole Mole Zaisan (Ellobius tancrei)

        - Tribo: Microtin: “voles”, 121 espécies
          - Eolagurus
            - Lêmingue Amarelo da Estepe (Eolagurus luteus)
            - Lêmingue Przewalski da Estepe (Eolagurus przewalskii)

          - Lêmingue da Estepe (Lagurus)
            - Lêmingue da Estepe (Lagurus lagurus)

          - 118 outras espécies como ‘”voles” e mus.

## Ligações  externas
- The Lemming Cycle PDF (92.6 KiB) artigo de Nils Christian Stenseth sobre os ciclos populacionais dos lemingues e de outros roedores do norte da Europa.
  - Ver também  The Lemming Cycle, in HTML format.
- Collared Lemming PDF (177 KiB) Artigo sobre o lêmingue de colar, ver também página principal de Mamíferos do Alasca
- Resposta aos ”suicídios” de lemingues:
  - Notícias sobre vida selvagem no Alasca.
  - Lemmings, dying on camera.